# 크림 자치 공화국의 총리

크림 자치 공화국의 총리(우크라이나어: Прем'єр-міністри Криму, 러시아어: Премьер-министры Крыма)는 크림 자치 공화국의 총리이다.

## 역대 총리 목록
- 비탈리 쿠라쉬크 (1991년 3월 22일 - 1993년 5월 20일)
- 보리스 삼소노프 (1993년 5월 20일 - 1994년 2월 4일)
- 유리 메시코프 (1994년 2월 4일 - 1994년 10월 6일)
- 안나톨리 프란추크 (1994년 10월 6일 - 1995년 3월 22일)
- 안나톨리 도로보토프 (1995년 3월 22일 - 1995년 3월 31일)
- 안나톨리 프란추크 (1995년 3월 31일 - 1996년 1월 26일)
- 안캬딜리 데미뎬코 (1996년 1월 26일 - 1997년 6월 4일)
- 안나톨리 프란추크 (1997년 6월 4일 - 1998년 5월 27일)
- 세르혜이 쿠니츠얀 (1998년 5월 27일 - 2001년 7월 25일)
- 벨리 호바토프 (2001년 7월 25일 - 2002년 4월 29일)
- 세르혜이 쿠니츠얀 (2002년 4월 29일 - 2005년 4월 20일)
- 아나톨리 마타빌덴코 (2005년 4월 20일 - 2005년 9월 21일)
- 아나톨리 바르디호프 (2005년 9월 23일 - 2006년 6월 2일)
- 빅토르 파킨다 (2006년 6월 2일 - 2010년 3월 17일)
- 바실 졔로티 (2010년 3월 17일 - 2011년 8월 17일)
- 안나톨리 모힐로프 (2011년 8월 17일 - 2014년 2월 27일)
- 세르게이 악쇼노프 (2014년 2월 27일 - 현직)

## 같이 보기
- 크림 자치 공화국
- 우크라이나의 정치